# دنسر تلنگ
دنسر تلنگ، روستایی از توابع بخش تلنگ شهرستان قصرقند در استان سیستان و بلوچستان ایران است.

## جمعیت
بر پایه سرشماری عمومی نفوس و مسکن در سال ۱۳۹۵، جمعیت این روستا برابر با ۵۷۰ نفر (۱۴۸ خانوار) بوده‌است.